# Katalog Gibbons

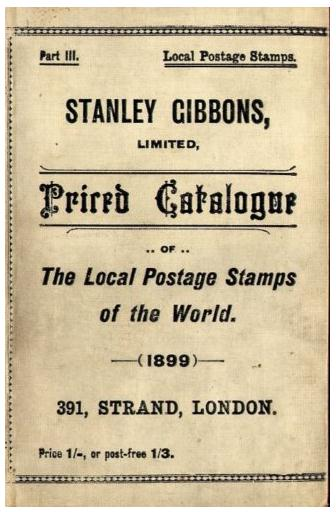
katalog z 1899 roku

Katalog Gibbons – wydawany w wersji specjalizowanej i uproszczonej, generalny katalog znaczków pocztowych całego świata. Wydawany corocznie od 1865 roku w Wielkiej Brytanii przez firmę Stanley Gibbons Ltd.